# Церква Різдва Іоанна Предтечі (Стара Ладога)
Церква Різдва Іоанна Предтечі — колишній четирехстолпний пятиглавий собор Іоанно-Предтеченської монастиря, нині діюча православна церква з боковим вівтарем св. Параскеви П'ятниці і восьмигранной столпообразного дзвіницею, розташована на північній околиці Старої Ладоги. Відома по згадкам з 1276 року сучасна будівля побудована в 1695 році.

## Історія
Перша згадка про Іванівському монастирі на височини, що іменувалася Малишевої горою, зустрічається в літописі 1276 року. Відомо, що до монастиря була прихильна сім'я царя Бориса Годунова.. У Літопису 1604 року повідомляється про пожертвування царем монастирю двох дзвонів, з вибитою на одному з них написом: «Ладозі — оплоту держави мого» . На іншому дзвоні вилита напис: "Літо 7112 (1604 г.) до Вознесіння Господнього і Різдва Іоанна Предтечі на Малишеву гору в Ладогу злито два дзвони за благовірного царя і великого князя Бориса Федоровича всієї Русі і його благовірної цариці великої княгині Марії і при їх благородних чад, царевича Федора, царівну Ксенії і преосвященном митрополита Ісидора Великого Новгорода і при цьому ігумені Діонісії ". До кінця XVII століття будівлі монастиря, включаючи церкву, були дерев'яними. Як свідчать джерела, нинішній храм був споруджений в 1695 році на місці більш давнього дерев'яного..
Довгі роки (до свого закриття в 1920-е) Иоанновский собор був головним собором Старої Ладоги. Таким він залишається і сьогодні, хоча ще недавно йому загрожувало повне руйнування. Впав звід апсиди, стала хилитися дзвіниця . Виявилося, що Малишева гора порита підземними ходами. У XIX столітті селяни села добували тут кварцовий пісок і продавали його в Санкт-Петербурзі для виготовлення лампочок. Порожнечі, що утворилися стали загрозою збереження пам'ятки. Реставраторам довелося закачати туди чимало бетону, що призупинило його руйнування.
У 1991 після завершення реставрації церква Різдва Іоанна Предтечі першої в Старій Ладозі була повернута віруючим. Її приділ в ім'я св. Параскеви П'ятниці прикрасив новий іконостас, ковані свічники. Стіни прилеглої трапезній були розписані петербурзькими художниками. У самому храмі також був заново споруджений багатоярусний іконостас. Тепер церква приписана до Микільського монастиря . Тут відбуваються недільні та святкові літургії насельниками Нікольського монастиря. Собор став «кафедральним» і для староладожан. Паломники, які прямують у Олександро-Свірський і в інші далекі монастирі, в недільні дні часто починають свій подвиг паломництва до святинь з літургії в Староладожскій Нікольському монастирі .